# Roelaardloop
De Roelaardloop ontspringt in Duffel, nabij het Klokkeveld op de grens met Waarloos.
Vervolgens loopt hij evenwijdig met de Lintse grens, om ter hoogte van het driegemeentepunt de gemeentegrens tussen Duffel en Lier vorm te geven. Hier voegt hij zich samen met de Babbelkroonbeek en even verderop, nabij de wijk Senthout, de Arkelloop om de Babelsebeek te vormen.
Ter hoogte van het Hof van Lachenen stroomt deze, tezamen met de Lachenenbeek, in de Nete.